# Spašavanje vojnika Ryana
Spašavanje vojnika Ryana (eng. Saving Private Ryan) je američki epski ratni film radnjom smješten tijekom invazije na Normandiju u Drugom svjetskom ratu. Režirao ga je Steven Spielberg, napisao Robert Rodat, a film je najviše poznat po izrazito grafičkom i realističnom prikazu rata pogotovo u svojih prvih 27 minuta trajanja koje prikazuju iskrcavanje saveznika na Plažu Omaha dana 6. lipnja 1944. godine. Nakon toga radnja prati kapetana Johna H. Millera (Tom Hanks) i njegov vod (Tom Sizemore, Edward Burns, Barry Pepper, Vin Diesel, Giovanni Ribisi, Adam Goldberg i Jeremy Davies) koji pokušavaju pronaći padobranca Jamesa Francisa Ryana (Matt Damon), posljednjeg preživjelog od četvorice braće u vojsci.
Film Spašavanje vojnika Ryana pobrao je hvalospjeve filmske kritike te osvojio brojne filmske nagrade kako za film, tako i za njegovu ekipu iza i ispred kamere. Na svjetskim kino blagajnama film je utržio 481,8 milijuna dolara čime je postao drugi najgledaniji film te godine. Dobio je 11 nominacija za prestižnu filmsku nagradu Oscar od kojih je redatelj Spielberg osvojio svog drugog Oscara za najbolju režiju, a sam film osvojio je još četiri dodatne nagrade: za najbolju fotografiju, montažu, zvuk i zvučne efekte. Film Spašavanje vojnika Ryana u službenu video distribuciju krenuo je u svibnju 1999. godine te sveukupno zaradio dodatna 44 milijuna dolara od prodaje. Godine 2014. film je izabran za očuvanje u Nacionalnom filmskom registru zbog svoje "kulturne, povijesne i estetske važnosti".

## Radnja
Ranog jutra 6. lipnja 1944. godine, prvog dana invazije na Normandiju, američki vojnici pripremaju se za izlazak na Plažu Omaha. Bore se s njemačkim pješastvom naoružanim strojnicama i drugim ubojitim naoružanjem. Kapetan John H. Miller nekako uspijeva preživjeti početno iskrcavanje te okuplja oko sebe skupinu vojnika kako bi probili njemačku obranu te tako otvorili put ostalima da se što prije maknu s obale. U Washingtonu u američkom ministarstvu obrane general George Marshall biva obaviješten o trojici braće Ryan koji su poginuli u bitkama te da će njihova majka istoga dana primiti sva tri telegrama. Također saznaje da je četvrti brat, padobranac James Francis Ryan, nestao u akciji te da se nalazi negdje u Normandiji. Nakon što pročita staro pismo Predsjednika Abrahama Lincolna upućeno majci petorice braće koja su poginula u Američkom građanskom ratu, Marshall daje naredbu da se Ryan pronađe i odmah vrati kući.
Tri dana nakon Dana-D, Miller prima naredbu da pronađe Ryana i vrati ga s fronte. On formira skupinu od šestorice vojnika iz svog voda - Horvatha, Reibena, Mellisha, Caparza, Jacksona, Wadea i Uphama, kartografa koji razumije francuski i njemački jezik. Miller i njegov vod odlaze prema gradiću Neuville gdje susretnu ostatke 101. zračne divizije te gdje Caparzo pogiba nakon što ga pogodi snajper. U konačnici pronađu vojnika Jamesa Ryana, ali uskoro saznaju da to nije čovjek kojeg traže. Nakon toga pronađu člana Ryanove pukovnije koji im govori da je njihova zona spuštanja bila u Viervilleu te da su njegov i Ryanovi vodov imali isto mjesto okupljanja. Kada dođu na to mjesto, Miller upoznaje Ryanovog prijatelja koji mu govori da se Ryan nalazi na strateški važnom mjestu braneći most preko rijeke Merderet u gradiću imena Ramelle. Na putu za Ramelle, Miller odluči uništiti jedno njemačko uporište unatoč prigovorima ostalih vojnika. U napadu Wade biva smrtno ranjen, ali Miller odluči pustiti posljednjeg preživjelog Nijemca kojeg su zarobili. Sumnjajući u Millerovo vodstvo, Reiben odlučuje napustiti vod i misiju zbog čega dolazi u konflikt s Horvathom. Ipak, Miller uspijeva riješiti konflikt, a Reiben odluči ostati s njima do kraja.
Nakon dolaska u Ramelle, Miller i njegova skupina naiđu na malu grupu padobranaca od kojih je jedan Ryan. Ryanu je rečeno da su mu braća poginula te da su oni došli kako bi ga odveli kući, a na putu su već izgubili dvojicu ljudi. Premda je Ryan vidljivo pogođen viješću o smrti svoje braće, on smatra da nije pošteno da bude pošteđen daljnjih bitaka te iznistira na tome da Miller kaže njegovoj majci da namjerava ostati tu gdje jest "s jedinom braćom koja su mu preostala". Miller nakon toga odlučuje preuzeti vodstvo i obraniti most s nekolicinom ljudi i borbene opreme koje ima na raspolaganju. Uskoro dolaze Nijemci s velikim brojem vojnika i oružja. U bitci koja slijedi, dok Nijemci trpe ogromne vojne gubitke, većina američkih vojnika - uključujući Jacksona, Mellisha i Horvatha - također umire. U pokušaju da most digne u zrak, Millera pogodi i smrtno rani njemački vojnik kojeg je ranije u filmu pustio na slobodu, a koji se u međuvremenu vratio svojima. Prije nego što njemački tenk dođe do mosta, američki P-51 Mustang proleti iznad njega i uništava ga, nakon čega mu se pridružuju američka pojačanja koja poražavaju ostatak njemačkih trupa. U međuvremenu Upham ubija njemačkog vojnika koji je pucao na Millera, a ostalima koje je zarobio dopušta da pokušaju pobjeći.
Reiben i Ryan nalaze se s Millerom koji umire, a posljednje riječi koje izgovara Ryanu su: "James... Zasluži ovo. Zasluži." U današnjem vremenu, ostarjeli Ryan i njegova obitelj posjećuju američko memorijalno groblje na kojem se nalaze nadgrobni spomenici žrtvama Normandije. Ryan stoji iznad Millerovog groba i traži od svoje supruge da mu potvrdi da je vodio dobar život te da je bio "dobar čovjek" kako bi opravdao žrtvu Millera i ostalih za svoj život. Njegova supruga mu odgovara da jest. U tom trenutku Ryan stane mirno i salutira nad Millerovim grobom.

## Glavna glumačka postava
- Tom Hanks - satnik John H. Miller
- Tom Sizemore - narednik Michael Horvath
- Edward Burns - vojnik Richard Reiben
- Barry Pepper - vojnik Daniel Jackson
- Adam Goldberg - vojnik Stanley Mellish
- Vin Diesel - vojnik Adrian Caparzo
- Giovanni Ribisi - liječnik Irwin Wade
- Jeremy Davies - podoficir Timothy E. Upham
- Matt Damon - vojnik James Francis Ryan

## Produkcija

### Nastanak projekta
Godine 1994. Robert Rodat naišao je na spomenik u Putney Cornersu (država New Hampshire) posvećen svim Amerikancima poginulim u razdoblju od Američkog građanskog rata do Vijetnamskog rata. Primijetio je imena osmorice braće koja su poginula u Američkom građanskom ratu. Inspiriran tom pričom, Rodat ju je odlučio istražiti i napisati sličnu priču radnjom smještenu u Drugi svjetski rat. Rodatov scenarij je došao do producenta Marka Gordona kojemu se svidjela priča, ali je prihvatio scenarij tek nakon 11-og prepravljanja. Gordon je finalnu verziju scenarija podijelio s glumcem Tomom Hanskom kojem se isti svidio i koji ga je dalje proslijedio redatelju Stevenu Spielbergu. Snimanje filma započelo je 27. lipnja 1997. godine.

### Pretprodukcija
Prije početka snimanja filma, nekoliko glumaca uključujući Edwarda Burnsa, Barryja Peppera, Vina Diesela, Adama Goldberga, Giovannija Ribisija i Toma Hanksa prošli su desetodnevnu vojnu obuku koju je vodio veteran Marinac Dale Dye u kompaniji koja se nalazi u Kaliforniji, a čiji je posao trenirati glumce kako bi što realističnije portretirali vojnike u vojnim akcijama na filmu. Glumac Matt Damon namjerno nije došao s ostatkom glumačke postave u kamp kako bi oni prema njegovom liku stvorili što veću otpornost.
Redatelj Spielberg već je od ranije pokazao svoju zainteresiranost za teme Drugog svjetskog rata pogotovo u svojim filmovima 1941., Carstvo sunca, Schindlerova lista te serijal o Indiani Jonesu. Spielberg će kasnije ko-producirati televizijske mini-serije Združena braća i Pacifik skupa s Tomom Hanksom čija se radnja također odvija tijekom Drugog svjetskog rata. Na upit o njegovoj zainteresiranosti za ovu temu, Spielberg je odgovorio: "Smatram da je Drugi svjetski rat najvažniji događaj posljednjeg stoljeća; sudbina generacija baby boom i Generacije X bile su povezane s njegovim ishodom. Uz to, oduvijek me ta tema privlačila. Moji najraniji filmovi koje sam radio kao 14-godišnjak bile su zapravo slike bitaka koje su se odvijale na zemlji i u zraku. Već godinama tražim pravu priču o Drugom svjetskom ratu koju bih mogao snimiti, a kada je Robert Rodat napisao scenarij za Spašavanje vojnika Ryana znao sam da sam ju konačno pronašao."

### Snimanje
Scene Dana-D snimljene su na obali Ballinesker u Irskoj. Snimanje filma započelo je 27. lipnja 1997. godine i trajalo je puna dva mjeseca. U samoj Normandiji snimale su se scene s grobljem i memorijalnim centrom. Ostale scene snimljene su u Engleskoj, poput bivše tvornice u Hatfieldu, Hertfordshireu, Thame parku, Oxfordshireu i Wiltshireu. Produkcija je također trebala doći i u Seaham, ali tamošnja vlast je to ipak zabranila.

### Portret povijesti
Film Spašavanje vojnika Ryana pobrao je hvalospjeve kritičara za realističan prikaz bitaka Drugog svjetskog rata. To se prvenstvno odnosi na sekvencu iskrcavanja na Plažu Omaha na početku filma koju je časopis Empire proglasio "najboljom scenom bitke svih vremena", a na listi "50 najboljih filmskih trenutaka" časpopisa TV Guide scena je također zauzela prvo mjesto. Sveukupno je scena koštala 12 milijuna dolara te je uključivala više od 1500 glumaca i kaskadera od kojih su neki bili pripadnici irskih rezervnih obrambenih postrojbi. Članovi lokalnih rekonstrukcijskih grupa poput Second Battle Group glumili su njemačke vojnike u sceni. Pored toga, dvadeset do trideset stvarnih invalida glume američke vojnike koji su stradali tijekom iskcravanja radi što realističnijeg prikaza bitke. Spielberg nije napravio nacrt sekvence prije snimanja budući je želio postići spontane reakcije glumaca te je želio da "me akcija inspirira kako bih znao gdje postaviti kameru."
Povijesna prezentacija akcije kompanije Charlie koju je predvodio kapetan Ralph E. Goranson prikazana je u uvodnom dijelu filma. Sama sekvenca i detalji događaja vrlo su slični povijesnim napisima uključujući povraćanje mnogih vojnika netom prije iskrcavanja odnosno tijekom približavanja obali, velikog broja žrtava vojnika koji su izlazili iz brodova te otežano povezivanje susjednih jedinica na samoj obali. Kontekstualni detalji akcije kompanije također su prikazani realno, a to se posebno odnosi na točna imena za sektore koje je kompanija napadala te za sektore ponovnog okupljanja jedinica. Osim iskrcavanja, u filmu je također prikazana i misija zauzimanja bunkera na vrhu brda - misija koja nije bila u originalnim planovima kompanije Charlie, ali koju je kompanija svejedno izvršila nakon iskrcavanja.
Filmaši su koristili podvodne kamere kako bi što bolje snimili vojnike pogođene metcima u vodi. Također je korišteno četrdeset bačvi lažne krvi kako bi se simulirala krv u moru. Ovakav stupanj realističnosti bilo je puno teže za postići kada su prikazivana njemačka vojna oklopna vozila iz Drugog svjetskog rata budući ih je jako malo ostalo u operativnom stanju. Tenkovi Tiger 1 u filmu bile su kopije napravljene od šasija starih, ali još uvijek funkcionalnih tenkova T-34 iz Sovjetskog Saveza.
Neizbježno, neki dijelovi priče samog filma izmišljeni su radi dramatičnosti. Kompletan dio priče s drugom Panzer divizijom SS-a Das Reich koja se odvija tijekom fiktivne Bitke za Ramelle je izmišljen. Spomenuta druga divizija nije došla u Normandiju sve do srpnja nakon čega je otišla u Caen gdje se borila protiv Britanaca i Kanađana 180 kilometara istočno od mjesta radnje događaja u filmu. Nadalje, mostovi na rijeci Merderet nisu bili misija 101-e zrakoplovne divizije, već 82-e divizije pod okriljem misije Boston. Također je mnogo toga rečeno o "taktičkim pogreškama" njemačkih i američkih snaga tijekom posljednje bitke u filmu. Spielberg je na kritike uzvratio činjenicom da je želio zamijeniti logične vojne taktike i pravu povijesnu točnost s dramaturškim efektom. Kako bi postigao ton i kvalitetu koji bi odgovarali priči kao i koji bi reflektirali period u kojem je radnja smještena, Spielberg je ponovno odlučio surađivati s fotografom Januszom Kaminskijem izjavivši: "U ranoj fazi produkcije obojica smo znali da nismo htjeli napraviti nešto što bi ličilo na ekstravagancu Drugog svjetskog rata u Technicoloru, već smo htjeli prikazati radnju poput tadašnjih vijesti, koje su bile lišene uljepšanosti i vrhunske tehnologije". Kaminski je koristio zaštitni premaz preko leća kamera kako bi ih učinio što sličnijima onima iz 1940-ih godina.

## Distribucija i priznanja

### Kino distribucija
Film Spašavanje vojnika Ryana bio je kritički i komercijalni uspjeh te ga se poistovjećuje s ponovnim zanimanjem Amerike za Drugi svjetski rat. Stari i novi filmovi, videoigre i romani o ratu nakon početka kino distribucije ponovno su počeli uživati veliku pozornost. Mala upotreba boje u filmu, kamera iz ruke i oštri kutovi snimanja uvelike su utjecali na kasnije filmove i videoigre. Film Spašavanje vojnika Ryana u službenu kino distribuciju krenuo je u 2463 kino dvorane dana 24. srpnja 1998. godine i u svom prvom vikendu prikazivanja utržio je 30,5 milijuna dolara. U konačnici je film u Sjevernoj Americi zaradio 216,5 milijuna dolara, dok je u ostatku svijeta zaradio dodatnih 265,3 milijuna dolara čime njegova sveukupna svjetska kino zarada iznosi 481,8 milijuna dolara što ga je učinilo najgledanijim domaćim filmom te godine u kinima.
Film je pobrao hvalospjeve filmske kritike. Mnogi su hvalili realistične prikaze bitki te glumačke izvedbe. Film je međutim dobio kritike na račun ignoriranja ostalih zemalja koje su sudjelovale u Danu-D, pogotovo na Plaži Omaha. Najdirektniji primjer potonjeg je činjenica da se prilikom stvarnog iskrcavanja kompanija koju pratimo na početku nalazila na britanskim brodovima koji su ih prevozili do Plaže Omaha; međutim u filmu su prikazani da se nalaze na američkim brodovima. Ovo kritiziranje bilo je daleko od hvalospjeva ostalih koji su priznali redateljevu namjeru da napravi "američki" film. U Maleziji film nije išao u kino distribuciju zbog toga što je redatelj Steven Spielberg odbio izbaciti scene nasilja; međutim, tamo je film konačno izdan na DVD-u 2005. godine. Na popularnoj internetskoj stranici Rotten Tomatoes koja se bavi prikupljanjem filmske kritike film Spašavanje vojnika Ryana ima 93% pozitivnih ocjena dok na drugoj stranici Metacritic film ima 90% pozitivnih kritika. Mnoga udruženja filmskih kritičara poput onih u New Yorku i Los Angelesu proglasili su Spašavanje vojnika Ryana filmom godine. Ugledni kritičar Roger Ebert dao je filmu četiri zvjezdice i nazvao ga "snažnim iskustvom".
Redatelj Quentin Tarantino izrazio je svoju zadivljenost filmom i rekao da je upravo on imao snažan utjecan na njegov ratni epski film Nemilosrdni gadovi iz 2009. godine. S druge strane, filmski redatelj i ratni veteran Oliver Stone optužio je film za promociju "bitaka Drugog svjetskog rata prema kojima ispada da je to bio dobar rat", a također je naglasio da su ovaj film kao i filmovi poput Gladijatora i Pad crnog jastreba za koje je mislio da su dobro snimljeni donekle poticali američku spremnost za invaziju na Irak 2003. godine. U obranu filmskog portreta rata, stao je redatelj Brian De Palma koji je komentirao: "Stupanj nasilja u nečemu poput Spašavanja vojnika Ryana ima smisla budući Spielberg pokušava reći nešto o brutalnosti onoga što se zapravo dogodilo."
Glumac Richard Todd koji je nastupio u ratnom spektaklu Najduži dan, a koji je bio među prvim savezničkim vojnicima koji su sletjeli u Normandiju rekao je da je film "precijenjeno smeće". Međutim, ostali veterani iz Drugog svjetskog rata izjavili su da je film najrealističniji prikaz bitaka koje su ikada vidjeli. Film je bio toliko realističan, da su neki ratni veterani koji su sudjelovali u Danu-D i u Vijetnamu izlazili iz kina i nisu mogli gledati uvodnu sekvencu iskrcavanja na Normandiju. Njihovi posjeti savjetnicima za PTSP uvelike su povećani nakon izlaska filma u kino distribuciju, a mnogi savjetnici su "psihološki ranjivijim" veteranima savjetovali da uopće ne gledaju film.
Scenarist William Goldman napisao je oštar esej kritizirajući film, a u kojem između ostalog stoji:
Baš kada pomislite da je Spielberg dotaknuo dno, novi ponori se otvaraju. Četiri agonizirajuće minute pretencioznog sirupa koje kulminiraju kada Matt upita svoju suprugu je li bio dobar čovjek? Što će ona odgovoriti na to? Njezin suprug očito doživljava slom. Ona kaže da je bio dobar, a Matt - pazite sad - salutira!... Što reći o Spielbergu u ovoj fazi njegove karijere? Osvojit će svog drugog Oscara za rad na ovom filmu, a vjerojatno i trećeg kada pronađe još jednu "važnu" temu iza koje će se sakriti. (Vjerski progoni, rasna nepravda, patriotizam.) Nikad ga nisam upoznao, nikad s njim nisam bio u sobi, ali niti jedna osoba ne može doći tako daleko u ovom ubojito kompetitivnom poslu bez da ima rezerve gnjeva i bijesa i tame koja se skriva negdje u njoj. Jedino se nadam da će jednoga dana i to pokazati na ekranu. Ne postoji razlog da radi bilo što drugo od onoga što je radio do sada. Njegovi filmovi uspješni su na kino blagajnama, kritičari mu se klanjaju. Da je režirao Bambija, znate što? Bambijeva majka nikad ne bi umrla."

### Nagrade
Film Spašavanje vojnika Ryana bio je nominiran u 11 kategorija za prestižnu nagradu Oscar, a osvojio je pet nagrada uključujući one za najboljeg redatelja (Spielberg), najbolju kameru, montažu, zvuk i zvučne efekte. Ipak, izgubio je glavnu nagradu - onu za najbolji film za koju je također bio nominiran - od filma Zaljubljeni Shakespeare i tako postao jedan od rijetkih filmova koji su nagrađeni Oscarom za najbolju režiju, ali ne i onim za film godine. Odluka Akademije da film ne nagradi glavnom nagradom prouzročila je oštre kritike od kojih mnogi ističu da se radi o jednoj od najvećih krađa u povijesti Oscara. Film je također osvojio nagradu Zlatni globus za najbolji film (drama), nagradu BAFTA za najbolje vizualne efekte i zvuk, nagradu Ceha američkih redatelja, nagradu Grammy za najbolji filmski soundtrack, nagradu Saturn za najbolji film iz žanra akcije, avanture i trilera. U lipnju 2008. godine Američki filmski institut objavio je svoje "Top 10" liste u deset klasičnih žanrova američkog filma nakon ankete provedene među 1500 ljudi iz kreativne zajednice. Film Spašavanje vojnika Ryana zauzeo je osmo mjesto na listi najboljih filmova epskog žanra.

### DVD distribucija
Film Spašavanje vojnika Ryana pušten je u video distribuciju na VHS-u u svibnju 1999. godine i zaradio je dodatna 44 milijuna dolara. U studenom iste godine postalo je dostupno i prvo DVD izdanje filma koje je postalo jednim od najprodavanijih izdanja te godine s preko 1,5 milijuna prodanih primjeraka. DVD izdanje sadrži dvije razlitčie verzije: jednu u Dolby Digitalu i jednu s DTS 5.1 zvukom. Osim različitosti u zvuku, oba DVD izdanja su identična. Film je također izdan i u vrlo ograničenom dvostrukom LaserDisc izdanju u studenom 1999. godine čime je postao jednim od posljednjih filmova ikada izdanih u tom formatu, budući su se LaserDiscovi prestali proizvoditi i distribuirati krajem te godine zbog rasta popularnosti DVD-ova.
Godine 2004. u prodaju je pušteno posebno DVD izdanje filma kojim se označila 60. obljetnica Dana-D. Ovo dvostruko DVD izdanje također se nalazilo i u box-setu naziva World War II Collection skupa s još dva dokumentarna filma koja je producirao Steven Spielberg - Price For Peace (o ratu na Pacifiku) i Shotting War (o ratnim reporterima čiji je narator Tom Hanks). Dana 26. travnja 2010. godine film je izdan na Blu-rayu u Velikoj Britaniji, a 4. svibnja iste godine u SAD-u. Međutim, tek nekoliko tjedana nakon puštanja u prodaju, kompanija Paramount povukla je izdanja zbog problema sa sinkronizacijom zvuka. Studio je izdao službenu izjavu priznajući problem te najavio da su već započeli proces zamjene pogrešnih diskova. U Hrvatskoj film Spašavanje vojnika Ryana do sada nije izdan na Blu-rayu.

## Sličnost sa stvarnim slučajem
Braća Niland bila su četvorica američkih braće njemačkog podrijetla iz gradića Tonawanda (država New York) koji su se nalazili u vojsci tijekom Drugog svjetskog rata. Od četvorice, njih dvojica su preživjela iako se prvenstveno mislilo da je preživio samo jedan - Frederick "Fritz" Niland. Nakon što su saznali za smrt trojice braće, Fritza su poslali natrag u SAD kako bi tamo završio vojnu obvezu, a kasnije se doznalo da se njegov brat Edward - koji je bio nestao i koji je smatran mrtvim - nalazi u ratnom zatočeništvu jednog od japanskih logora u Burmi.

## Vanjske poveznice
- Spašavanje vojnika Ryana Online Encyclopedia
- Spašavanje vojnika Ryana u internetskoj bazi filmova IMDb-a
- Real Images and Videos of the War on Omaha Beach